# Gruppo operativo-tattico "Starobil's'k"
Il Gruppo operativo-tattico "Starobil's'k" (in ucraino Оперативно-тактичне угруповання «Старобільськ»?, Operatyvno-taktyčne uhrupovannja «Starobil's'k», OTU "Starobil's'k") è una formazione delle Forze terrestri ucraine, costituita durante l'invasione russa dell'Ucraina del 2022 e facente parte del Gruppo operativo-strategico "Chortycja", responsabile del settore meridionale del fronte del Luhans'k, dall'area di Svatove a quella di Kreminna.

## Storia
In seguito allo scoppio dell'invasione su vasta scala dell'Ucraina da parte della Russia l'esercito ucraino ha subito una rapida e importante espansione, costituendo 4 cosiddetti "gruppi operativi-strategici" per supervisionare le operazioni di combattimento, i quali a loro volta comprendono diversi gruppi tattici creati ad hoc per settori particolari del fronte. Il Gruppo "Starobil's'k" gestisce le unità impiegate lungo il fronte dell'oblast' di Luhans'k, dall'area di Kup"jans'k a nord a quella antistante Kreminna a sud.
È stato costituito il 20 febbraio 2024, con centro di comando a Kramators'k, per direttiva del comandante in capo delle Forze armate ucraine, rimpiazzando il Gruppo operativo-tattico "Lyman" che operava nello stesso settore.

## Comandanti
- Brigadier generale Serhij Perec' (febbraio 2024 - in carica)[5]